# Loo (Estonie)
Pour les articles homonymes, voir Loo.
Loo est un petit bourg de la commune de Jõelähtme du comté de Harju en Estonie .
Au 31 décembre 2011, il compte 2093 habitants.